# Fórmula de Plücker
Em matemática, uma fórmula de Plücker, nomeada após Julius Plücker, faz parte de uma família de fórmulas, de um tipo desenvolvido pela primeira vez por Plücker na década de 1830, que relaciona certos invariantes numéricos de curvas algébricas aos invariantes correspondentes de suas curvas duplas . O invariante chamado gênero, comum à curva e à à sua dupla, é conectado aos outros invariantes por fórmulas semelhantes. Essas fórmulas e o fato de que cada um dos invariantes deve ser um número inteiro positivo colocam limitações bastante rígidas em seus possíveis valores.

## Invariantes de Plücker e equações básicas
Uma curva neste contexto é definida por uma equação algébrica não degenerada no plano projetivo complexo . As linhas neste plano correspondem a pontos no plano projetivo duplo e as linhas tangentes a uma determinada curva algébrica C correspondem a pontos em uma curva algébrica C * denominada curva dupla . Na correspondência entre o plano projetivo e seu duplo, os pontos em C correspondem às linhas tangentes C *, de modo que a dupla de C * pode ser identificado com C.
Os dois primeiros invariantes cobertos pelas fórmulas de Plücker são o grau d da curva C e o grau d *, classicamente chamado de classe C. Geometricamente, d é o número de vezes que uma determinada linha cruza C com multiplicidades adequadamente contadas. (Isso inclui pontos complexos e pontos no infinito, pois as curvas são tomadas como subconjuntos do plano projetivo complexo). Da mesma forma, d * é o número de tangentes a C que são linhas através de um determinado ponto no plano; por exemplo, uma seção cônica possui grau e classe 2. Se C não tem singularidades, a primeira equação de Plücker afirma que:
{\displaystyle d^{*}=d(d-1)\,}
mas isso deve ser corrigido para curvas singulares.
Dos pontos duplos de C, seja δ o número que é comum, ou seja, que tenha tangentes distintas (também chamadas de nós) ou que sejam pontos isolados, e seja κ o número de cúspides, ou seja, que tenha uma única tangente.Se C tiver singularidades de ordem superior, elas serão contadas como múltiplos pontos duplos, de acordo com uma análise da natureza da singularidade. Por exemplo, um ponto triplo comum é contado como 3 pontos duplos. Novamente, pontos complexos e pontos no infinito são incluídos nessas contagens. A forma corrigida é da primeira equação de Plücker é:
{\displaystyle d^{*}=d(d-1)-2\delta -3\kappa .\,}
Da mesma forma, seja δ * o número de pontos duplos comuns e κ * o número de cúspides de C * . Então a segunda equação de Plücker declara:
{\displaystyle \kappa ^{*}=3d(d-2)-6\delta -8\kappa .\,}
A interpretação geométrica de um ponto duplo comum de C * é uma linha tangente à curva em dois pontos ( tangente dupla ) e a interpretação geométrica de uma cúspide de C * é um ponto de inflexão (tangente estacionária).
Considere, por exemplo, o caso de um cubo suave:
{\displaystyle d=3,\ \delta =\kappa =0}
A fórmula acima mostra que possui:
{\displaystyle \kappa ^{*}=9\,}
inflexões. Se o cúbico degenera e obtém um ponto duplo, 6 pontos convergem para o ponto singular e apenas 3 inflexões permanecem ao longo da curva singular. Se o cúbico degenerar e ficar com cúspide, resta apenas uma inflexão.
Observe que as duas primeiras equações de Plücker têm duas versões:
{\displaystyle d=d^{*}(d^{*}-1)-2\delta ^{*}-3\kappa ^{*},\,}
{\displaystyle \kappa =3d^{*}(d^{*}-2)-6\delta ^{*}-8\kappa ^{*}.\,}
As quatro equações dadas até agora são, de fato, dependentes; portanto, quaisquer três podem ser usadas para derivar a restante. Nelas, dados quaisquer três dos seis invariantes, d, d *, δ, δ *, κ, κ *, os três restantes podem ser computados.
Finalmente, o gênero C, classicamente conhecido como deficiência de C, pode ser definido como
{\displaystyle g={1 \over 2}(d-1)(d-2)-\delta -\kappa .}
Isso é igual à quantidade dupla:
{\displaystyle g={1 \over 2}(d^{*}-1)(d^{*}-2)-\delta ^{*}-\kappa ^{*}}
e é um número inteiro positivo.
No total, existem quatro equações independentes em 7 incógnitas, e com elas quaisquer três desses invariantes podem ser usadas para calcular as quatro restantes.

## Curvas não singulares
Um caso especial importante é quando a curva C é não singular ou equivalentemente δ e κ são 0, de modo que os invariantes restantes podem ser computados apenas em termos de d . Nesse caso, os resultados são:
{\displaystyle d^{*}=d(d-1)\,}
{\displaystyle \delta ^{*}={1 \over 2}d(d-2)(d-3)(d+3)}
{\displaystyle \kappa ^{*}=3d(d-2)\,}
{\displaystyle g={1 \over 2}(d-1)(d-2).}
Assim, por exemplo, uma curva de plano quártico não singular é do gênero 3 e possui 28 bitangentes e 24 pontos de inflexão.

## Tipos de curva
As curvas são classificadas em tipos de acordo com seus invariantes de Plücker. As equações de Plücker, juntamente com a restrição de que os invariantes de Plücker devem ser todos números naturais, limitam muito o número de tipos possíveis para curvas de um determinado grau. Curvas que são projetivamente equivalentes têm o mesmo tipo, embora as curvas do mesmo tipo não sejam, em geral, projetivamente equivalentes. As curvas de grau 2, seções cônicas, têm um único tipo dado por d = d * = 2, δ = δ * = κ = κ * = g = 0.
Para curvas de grau 3, existem três tipos possíveis, dados por: 
| Tipo  | d | d * | δ | δ * | κ | κ * | g |
| ----- | - | --- | - | --- | - | --- | - |
| (i)   | 3 | 6   | 0 | 0   | 0 | 9   | 1 |
| (ii)  | 3 | 4   | 1 | 0   | 0 | 3   | 0 |
| (iii) | 3 | 3   | 0 | 0   | 1 | 1   | 0 |

As curvas dos tipos (ii) e (iii) são as cúbicas racionais e são denominadas nodal e cúspide, respectivamente. As curvas do tipo (i) são as cúbicas não singulares ( curvas elípticas )..
Para curvas de grau 4, existem 10 tipos possíveis, dados por: 
| Tipo   | d | d * | δ | δ * | κ | κ * | g |
| ------ | - | --- | - | --- | - | --- | - |
| (i)    | 4 | 12  | 0 | 28. | 0 | 24  | 3 |
| (ii)   | 4 | 10  | 1 | 16  | 0 | 18  | 2 |
| (iii)  | 4 | 9   | 0 | 10  | 1 | 16  | 2 |
| (iv)   | 4 | 8   | 2 | 8   | 0 | 12  | 1 |
| (v)    | 4 | 7   | 1 | 4   | 1 | 10  | 1 |
| (vi)   | 4 | 6   | 0 | 1   | 2 | 8   | 1 |
| (vii)  | 4 | 6   | 3 | 4   | 0 | 6   | 0 |
| (viii) | 4 | 5   | 2 | 2   | 1 | 4   | 0 |
| (ix)   | 4 | 4   | 1 | 1   | 2 | 2   | 0 |
| (x)    | 4 | 3   | 0 | 1   | 3 | 0   | 0 |